# محمد مهاوش الظفيري
محمد مهاوش الظفيري (1969 - 16 يناير 2021) شاعر وباحث وناقد سعودي، ولد في منطقة الصفيري شمال مدينة حفر الباطن، شمال السعودية. كان يعمل محاضرًا في أكاديمية الشعر العربي التابعة لهيئة أبوظبي للتراث والثقافة في دولة الإمارات العربية المتحدة.

## الحياة الأكاديمية
عَمل محاضرًا في أكاديمية الشعر التابعة لهيئة أبوظبي للتراث والثقافة في دولة الإمارات العربية المتحدة في مجال البناء الفني للقصيدة النبطية. وتناول في هذا المجال الصورة الشعرية كالتشبيه والاستعارة والكناية والرمز الجزئي والرمز الكلي والمحسنات البديعية اللفظية والمعنوية , وبالإضافة للصورة الشعرية تناول التقليد والتجديد في الشعر النبطي، وذلك منذ سبتمبر 2009 م.

## المؤلفات
له العديد من الكتابات سواء القصائد أو المقالات أو الدراسات النقدية نشرت في صحف الكويت والسعودية وبعض الصحف الإماراتية والعمانية. والعديد من الإصدارات والدواوين الخاصة منها:
- كتاب إضاءات على قصائد شعبية – دراسات شعرية نقدية.[2]
- كتاب الشعر رجل والقصيدة امرأة – مقالات ورؤى في الشعر الشعبي.[3][4]
- كتاب غناء العابرين – مسرحية شعرية.[8]
- كتاب ديوان الشاعر سند الحشّار – دراسة وشرح وتعليق.[9][10]
- كتاب قصائد ومقامات - قراءات نقدية في عدد من النصوص الشعرية.[11]
- كتاب خلف أبو زويّد حكيمُ شمّر وشاعرُه.[12]

## الندوات والمشاركات والأمسيات
شارك في العديد من الندوات والأمسيات والمهرجانات الشعرية منها:
- شارك في إصدار كتاب مع عدد من المهتمين بالشعر الشعبي بعنوان (شامخ الوقفات) مجموعة قراءات في قصائد للشاعر عبد الله عبيّان اليامي. في مدح ولي العهد الأمير سلطان بن عبد العزيز آل سعود.
- كتب مقدمة ديوان (نهاية السديم) للشاعر الإماراتي خالد محمد الدوسري - الصادر من وزارة الثقافة في دولة الإمارات العربية المتحدة , عام 2009.
- أقام مع عدد من الباحثين والنقاد أول ندوة نقدية تتعلق بالشعر الشعبي في مهرجان الجنادرية – 27 , للعام 1433 هـ، بعنوان : رؤى نقدية لنماذج من الشعر.[13]
- أقام أمسية نقدية بعنوان (الشعر النبطي ومقاييس اللغة)[14] في بيت الشعر بمقره الدائم مركز زايد للبحوث والدراسات التابع لنادي تراث الإمارات في أبوظبي في 19 يونيو 2012.[15]

## اللقاءات الإعلامية
له العديد من اللقاءات التلفزيونية في عدد من القنوات الفضائية وعدد من الإذاعات العربية.

## الوفاة
توفي يوم السبت 3 جمادى الآخرة 1442 هـ الموافق 16 يناير 2021.

## وصلات خارجية
- ديوان محمد مهاوش الظفيري على موقع موفن